# Parrella maxillaris
Parrella maxillaris és una espècie de peix de la família dels gòbids i de l'ordre dels perciformes.

## Morfologia
- Els mascles poden assolir 5 cm de longitud total.[4][5]

## Hàbitat
És un peix marí, de clima tropical i demersal que viu entre 8-30 m de fondària.

## Distribució geogràfica
Es troba al Pacífic oriental central: des del Golf de Califòrnia fins a Panamà.

## Observacions
És inofensiu per als humans.